# دهستان کوه دشت
دهستان کوه دشت نام دهستانی در بخش نیاسر شهرستان کاشان، استان اصفهان در ایران است. براساس سرشماری مرکز آمار ایران در سال ۱۳۸۵، جمعیت آن ۲۱۷۴ نفر (۸۵۰ خانوار) بوده‌است.